# East Bethel
East Bethel is een plaats (city) in de Amerikaanse staat Minnesota, en valt bestuurlijk gezien onder Anoka County.

## Demografie
Bij de volkstelling in 2000 werd het aantal inwoners vastgesteld op 10.941.
In 2006 is het aantal inwoners door het United States Census Bureau geschat op 12.096, een stijging van 1155 (10.6%).

## Geografie
Volgens het United States Census Bureau beslaat de plaats een oppervlakte van
124,5 km², waarvan 116,2 km² land en 8,3 km² water.

## Plaatsen in de nabije omgeving
De onderstaande figuur toont nabijgelegen plaatsen in een straal van 16 km rond East Bethel.